# Фредеріксбург (Огайо)
Фредеріксбург (англ. Fredericksburg) — селище (англ. village) в США, в окрузі Вейн штату Огайо. Населення — 409 осіб (2020).

## Географія
Фредеріксбург розташований за координатами 40°40′38″ пн. ш. 81°52′9″ зх. д. / 40.67722° пн. ш. 81.86917° зх. д. (40.677132, -81.869269).  За даними Бюро перепису населення США в 2010 році селище мало площу 0,88 км², уся площа — суходіл.

## Демографія
Згідно з переписом 2010 року, у селищі мешкали 423 особи в 177 домогосподарствах у складі 116 родин. Густота населення становила 483 особи/км².  Було 192 помешкання (219/км²).
Расовий склад населення:
| - 99,3 % — білих - 0,5 % — азіатів |

До двох чи більше рас належало 0,2 %. Частка іспаномовних становила 1,2 % від усіх жителів.
За віковим діапазоном населення розподілялося таким чином: 24,1 % — особи молодші 18 років, 60,8 % — особи у віці 18—64 років, 15,1 % — особи у віці 65 років та старші. Медіана віку мешканця становила 33,8 року. На 100 осіб жіночої статі у селищі припадало 97,7 чоловіків;  на 100 жінок у віці від 18 років та старших — 85,5 чоловіків також старших 18 років.
Середній дохід на одне домашнє господарство  становив 54 101 долар США (медіана — 44 107), а середній дохід на одну сім'ю — 64 898 доларів (медіана — 53 958). Медіана доходів становила 42 143 долари для чоловіків та 36 667 доларів для жінок. За межею бідності перебувало 4,1 % осіб, у тому числі 0,0 % дітей у віці до 18 років та 5,8 % осіб у віці 65 років та старших.
Цивільне працевлаштоване населення становило 188 осіб. Основні галузі зайнятості: виробництво — 31,4 %, освіта, охорона здоров'я та соціальна допомога — 14,4 %, роздрібна торгівля — 11,7 %.